# Isla Bransfield
La isla Bransfield es una pequeña isla del archipiélago de Joinville en la punta noreste de la península Antártica en la Antártida. Se encuentra en la entrada occidental del estrecho Antarctic al suroeste de la isla D'Urville, de la que está separada por el pasaje Burden.
El nombre punta Bransfield le fue dado en memoria de Edward Bransfield, capitán de la Royal Navy, y le fue otorgado en 1842 por una expedición británica bajo el mando de James Clark Rossque bautizo así al punto más occidental de lo que entonces pensó era la isla Joinville. Un estudio de 1947 determinó que la parte occidental es una isla separada, por lo que el nombre punta Bransfield fue transferido al extremo occidental de la isla D'Urville.
Es una isla casi circular de 5,6 km de diámetro.

## Reclamaciones territoriales
Argentina incluye a la isla en el departamento Antártida Argentina dentro de la provincia de Tierra del Fuego, Antártida e Islas del Atlántico Sur; para Chile forma parte de la comuna Antártica de la provincia Antártica Chilena dentro de la Región de Magallanes y de la Antártica Chilena; y para el Reino Unido integra el Territorio Antártico Británico. Las tres reclamaciones están sujetas a los términos del Tratado Antártico.
Nomenclatura de los países reclamantes:
- Argentina: isla Bransfield
- Chile: isla Bransfield
- Reino Unido: Bransfield Island